# Gebrekkig werkwoord (Arabisch)
Een gebrekkig werkwoord in het Arabisch is een werkwoord waarvan de laatste radicaal van de werkwoordstam zwak is. Gebrekkige werkwoorden vormen daarmee een van de categorieën zwakke werkwoorden in het Arabisch. Een andere term voor gebrekkige werkwoorden is verba tertiae infirmae. Deze Latijnse term duidt de zwakte van de derde en laatste radicaal aan. De Engelse term is defective verb.
Net als bij de holle werkwoorden, kan de finale و wa of ي ya veranderen naargelang de korte klinker die aan de letter voorafgaat.

## Werkwoordsvorm I
Voor de meeste gebrekkige werkwoorden van de eerste vorm geldt dat zij een van drie volgende patronen volgen, met andere kenmerkende klinkers, als volgt:
- Verleden tijd met "a", tegenwoordige tijd met "u". Voorbeeld: uitnodigen: vt: دعا da'ā, tt: يدعو yada'ū.
- Verleden tijd met "a", tegenwoordige tijd met "i". Voorbeeld: wandelen: vt: مشى mashā, tt: يمشي yamshī.
- Verleden tijd met "i", tegenwoordige tijd met "a". Voorbeeld: vergeten: vt: نسي nasīā, tt: ينسى yansā.

Naast de drie veelvoorkomende patronen is er nog een vierde patroon, als volgt:
- Verleden tijd met "a", tegenwoordige tijd met "a". Voorbeeld: zoeken: vt: سعى sa'ā, tt: يسعى.yas'ā.

Ten slotte zijn er bij vorm I nog enkele gebrekkige werkwoorden met twee van bovenstaande mogelijke patronen.

## Hogere werkwoordsvormen
Bij gebrekkige werkwoorden van de hogere vormen hangt de vervoeging af van de klinkers in de basisvorm. Voor de verleden tijd geldt hierdoor bij alle vormen dat de vervoeging is zoals bij مشى. Voor de tegenwoordige tijd is de vervoeging van vorm V en VI zoals bij ينسى en voor de overige vormen zoals bij يمشي.

## Twee zwakke radicalen
Er bestaan ook werkwoorden waarvan naast de derde radicaal ook de eerste of tweede radicaal zwak is. Een veelgebruikt werkwoord in de laatste categorie is ra'ā رأى zien. Dit werkwoord vervoegt in essentie zowel in de verleden tijd als in de tegenwoordige tijd zoals de vierde, zeldzamere categorie. Dit betekent dus een "a" als kenmerkende klinker in de vervoegingen van beide tijden, met die extra aantekening dat de hamza wegvalt in de tegenwoordige tijd.